# たばこ税
たばこ税（たばこぜい、英: tobacco tax）とは、タバコに課税される個別消費税である。世界保健機関は、2013年-2014年におけるたばこ税の税収を約2690億ドルと推定している。
日本国外の紙巻たばこの値段は、2002年（平成14年）当時の為替レートに換算して、イギリスの1,187円、フランスの775円、ドイツの644円など、アメリカ合衆国は州により異なり、338円（サウスカロライナ州コロンビア市）から830円（ニューヨーク州ニューヨーク市）などとなっており、日本は先進諸国の中では、比較的紙巻たばこの低額な国である。
ただし、欧州連合諸国やアメリカ合衆国は、紙巻きたばこに比して、手巻き用の刻みたばこやパイプたばこや葉巻の税額が低く、煙草屋には、紙巻たばこ製品と一緒に手巻き用刻みたばこも売っており、刻みたばこを喫煙者自らが手巻きする分には、上記より安価になる。
また、等級制を採って安価帯のたばこを用意している国も多数有り、一概に「値段が高い」とは言い難い。ほかにも、日本のたばこの価格はたばこ事業法第36条の規定により、定価販売が義務づけられているのに対し、日本国外では定価販売ではなく、店によって値段が違う。

## 各国の税率
| 国             | 紙巻たばこ （1000本あたりUSD） | 葉巻たばこ （1000本あたりUSD） | 手巻きたばこ （1000グラムあたりUSD） | 付加価値税 (%)     |
| -------------- | ------------------------------ | ------------------------------ | ------------------------------------ | ------------------ |
| オーストラリア | 388                            | -                              | 485                                  | 10                 |
| オーストリア   | 46                             | 0                              | 0                                    | 20                 |
| ベルギー       | 31                             | 0                              | 32                                   | 21                 |
| カナダ         | 83                             | 18                             | 103                                  | 5.0/13.0/14.0/15.0 |
| チェコ共和国   | 61                             | 69                             | 92                                   | 21                 |
| デンマーク     | 210                            | 35                             | 140                                  | 25                 |
| エストニア     | 62                             | 280                            | 81                                   | 20                 |
| フィンランド   | 37                             | 0                              | 27                                   | 24                 |
| フランス       | 37                             | 0                              | 0                                    | 20                 |
| ドイツ         | 123                            | 19                             | 58                                   | 19                 |
| ギリシャ       | 106                            | 0                              | 203                                  | 23                 |
| ハンガリー     | 56                             | 0                              | 0                                    | 27                 |
| アイルランド   | 321                            |                                | 335                                  | 23                 |
| イスラエル     | 111                            | 0                              | 127                                  | 18                 |
| イタリア       | 12                             | 0                              | 0                                    | 22                 |
| 日本           | 125                            | 125                            | 125                                  | 8                  |
| 大韓民国       | 29                             | -                              | 21                                   | 10                 |
| オランダ       | 226                            | 0                              | 96                                   | 21                 |
| ノルウェー     | 407                            | 407                            | 407                                  | 25                 |
| ポーランド     | 65                             | 89                             | 45                                   | 23                 |
| ポルトガル     | 116                            | 0                              | 100                                  | 23                 |
| スペイン       | 32                             | 0                              | 29                                   | 21                 |
| スウェーデン   | 195                            | 172                            | 240                                  | 25                 |
| スイス         | 128                            | 6                              | 41                                   | 8                  |
| トルコ         | 103                            | 103                            | 103                                  | 18                 |
| イギリス       | 275                            | 343                            | 270                                  | 20                 |
| アメリカ合衆国 | 133                            | -                              |                                      | -                  |

## 日本
日本では以下を指す。
1. たばこ税法（昭和59年8月10日法律第72号）に基づき、「製造たばこ」に対して課される税金（いわゆる「国たばこ税」）。
2. たばこを課税物件とする税の総称。日本においては、国税である国たばこ税（狭義のたばこ税）及びたばこ特別税と、地方自治体の課税する地方たばこ税（道府県たばこ税及び市町村たばこ税）とを合わせたもの。

日本においては、タバコに関しては、葉タバコの耕作からタバコの製造まで、財務省の所管であり、厚生労働省、農林水産省や経済産業省の所管ではない。国税であるたばこ税の所管は財務省、地方たばこ税の所管は総務省であるが、これはたばこ税に限らず税一般に共通することである。

### 国たばこ税の歴史
たばこの専売制が実施される前は、煙草税則（明治21年4月7日勅令第20号）（1875年10月4日太政官布達、1876年1月1日実施。1888年4月7日改正煙草税則公布（勅令））により煙草製造者、小売業者等に営業税が課されていたが、たばこが専売制となるとともに廃止され、専売制の時は、国たばこ税は存在しなかった。たばこの専売による利益は、税ではなく専売納付金として国庫収入になっていた。専売制が廃止になる際、たばこ消費税法が施行され、国税としてのたばこ消費税が定められた。1989年の消費税法の施行の際、法律名がたばこ税法に、名称もたばこ税と変更され今に至る。

### 課税物件
たばこ税の課税物件は、製造たばこである。製造たばことは、葉たばこを原料として、喫煙用、かみ用又はかぎ用に供し得る状態に製造されたものである（たばこ事業法2条3号）。

### 納税義務者
たばこ税の納税義務者は、次の者である。
1. 製造たばこの製造者（日本たばこ産業等）
2. 製造たばこの保税地域からの引取者

### 税額
日本におけるタバコの税率は、その販売額にかかわらず紙巻きたばこの本数あたりで決まっている。従価換算は、下記の計算を参照。ただし、旧三級品については、経過措置として低い税率となっていた（下記 [ ] 内の額）が、旧三級品の紙巻たばこの税率（国・地方税合計）の特例は平成27年度の税制改正で廃止が決定され、平成28年4月1日から6,812円／千本、平成29年4月1日から7,812円／千本、平成30年4月1日から9,312円／千本、平成31年4月1日から一般のたばこと同じ12,244円／千本となった。
- 国たばこ税（たばこ税法第11条）
  - 通常の製造たばこ: 1,000本当たり6,802円（2021年9月30日までは6,302円） [2,517円]
  - 特定販売業者以外の者により保税地域から引き取られる製造たばこ: 1,000本当たり14,424円（2021年9月30日までは13,424円）[5,812円]　個人輸入の場合であり、道府県たばこ税及び市町村たばこ税が課されないため、均衡を確保するために、通常の場合の税率に道府県たばこ税及び市町村たばこ税に相当する率を加算した率となっている。
- 道府県たばこ税（地方税法第74条の5）: 1,000本当たり1,070円（2021年9月30日までは930円） [411円]
- 市町村たばこ税（地方税法第468条）: 1,000本当たり6,552円（2021年9月30日までは5,692円） [2,495円]
- たばこ特別税（一般会計における債務の承継等に伴い必要な財源の確保に係る特別措置に関する法律 第8条）: 1,000本当たり820円 [389円]
  - 租税特別措置法第88条の2第1項に該当(本邦に入国する者がその入国の際に携帯して輸入し、又は政令で定めるところにより別送して輸入)する場合: 1,000本当たり500円

合計すると、国内で販売されている通常の製造たばこであれば、合計で1,000本当たり15,244円[5,812円]となる。また、別に消費税が、上記たばこ税を合計した額を含むたばこの価格に対して加算される。
紙巻きたばこ以外のたばこについては、その重量を紙巻きたばこの本数に換算して決めることになっており、パイプたばこ（パイプ用）及び葉巻たばこは1g=紙巻きたばこ1本、刻みたばこ（煙管用）・かみ用の製造たばこ（噛みたばこ用）・かぎ用の製造たばこ（嗅ぎたばこ用）は2g=紙巻きたばこ1本となっている。加熱式たばこの重量は、A　加熱式たばこの重量0.4g=紙巻きたばこ0.5本に換算　B　加熱式たばこの価格を紙巻たばこの１本の金額に相当する金額として政令で定めるところにより計算した金額をもつて0.5本に換算。このAとBの合計とする。なお加熱たばこの換算については、2022年9月30日までは経過措置のためこの説明とは相違がある。
日本の代表的な紙巻きたばこ（メビウス等）は、2021年（令和3年）現在・1箱20本入で540円だが、その税額は333.97円（内訳：たばこ税284.88円（詳細：国たばこ税・126.04円 (23.3%)、地方たばこ税・142.44円 (26.4%)『そのうち、道府県たばこ税・20円 (3.7%)、市町村たばこ税・122.44円 (22.7%)』、たばこ特別税・16.40円 (3.0%)）、消費税49.09円 (9.1%)）であり、価格に占める日本の租税の割合は、消費税を含めて61.8%となる。

### たばこ税の増減を巡る論議

#### 物質課税から「健康目的の懲罰税」の変化への批判
そもそもタバコへの課税は、1876年（明治9年）1月に煙草従価印紙税法が施行され、印紙の貼付という方法で煙草税が課せられたことに始まる。日清戦争後に財政収入を増やすために、煙草税則が改められ、1898年（明治31年）1月葉煙草専売法が実施され、葉タバコの専売制を開始した。その後、日露戦争の戦費調達のために1904年（明治37年）に収納から製造販売および葉煙草ならびに製品の輸入移入に至るまでことごとく専売の対象を広げた。専売制のため、税ではなく専売の収益が、国庫収入になった。たばこ専売の開始以来、大蔵省（専売局）が直接経営していたが1949年（昭和24年）6月からは日本専売公社が引き継いだ。その後、1984年（昭和59年）8月に「専売改革関連法」が成立し、あらたに「たばこ事業法」が制定される一方、「たばこ専売法」および「製造たばこ定価法」が廃止された。そして、1985年（昭和60年）4月に日本専売公社を廃止して日本たばこ産業株式会社が発足し、1989年（平成元年）4月1日に消費税法の施行により、「たばこ消費税」が廃止され『たばこ税』という現在の名前に変更された。
鳩山由紀夫政権では2010年（平成22年）10月のたばこ税増税の目的を、当時の内閣総理大臣・鳩山由紀夫は「健康目的のために喫煙者を減らす」と記者団に語ったことから、いつの間にか「健康目的の懲罰税」の性格を帯びてくるようになってきた。これに対し「たばこ税の元々の目的ではなくなっている」と批判する声が挙がってきており、禁酒法や禁煙法が、過去の歴史で何故失敗したかを考慮しなければならない、としている論評がある。

#### 「取りやすいところから取る」批判
1998年（平成10年）12月、たばこ特別税が旧日本国有鉄道の債務返済（後に国有林野事業特別会計の債務返還も追加された）のために創設され、2003年（平成15年）7月の増税、2006年（平成18年）7月の増税、2010年（平成22年）10月の増税と「十数年間」で「4度」たばこ税が「増税」されている。しかし、広く薄く課税される消費税は、1997年（平成9年）4月1日の5%から、2014年（平成26年）4月1日に、8%へ増税するのに17年間も増税することなく時間が掛かっており、たばこ税の増税は喫煙者サイドから表立った反発もないことから、「取りやすいところから取る」批判が、たばこ農家の団体である全国たばこ耕作組合中央会を中心に挙がっている。また、インターネット上のウェブサイトであるたばこ税.comという「たばこ税増税反対」のサイトが立ち上がり、2008年（平成20年）12月16日には300万3939人もの反対署名が集まった。第174回国会には『公平性を欠くたばこ税増税反対に関する請願』が衆議院・参議院 の両院に請願が提出された。当時の財務大臣であった野田佳彦も2011年（平成23年）7月6日に「これは税制を通じた“おやじ狩り”だ」と苦言を呈したことがある。

#### たばこ税増税に対するJTの反対意見
- 日本たばこ産業(JT)は、2009年（平成21年）11月20日のプレスリリースにて「最近の報道などによりますと、日本のたばこの価格が欧米と比較して安いという議論がありますが、各国のたばこの価格は、税構造や物価などが全く異なる環境下で決められております。また、日本のたばこ税率は、代表的な国のたばこ税率と比較すると低くはないと認識しています。単純に諸外国と比較をし、日本の価格が安いという議論は、適切ではないと考えます。合法の嗜好品であるたばこ税制は、お客様、財政、たばこ産業界への影響をも踏まえたバランスのとれた合理的な制度であるべきであり、とりわけ、急激かつ大幅な増税には反対です」というステイトメントを発表した[11]。
- 更にJTは「たばこ税の増税は、日本国外との内外価格差で、たばこ製品の不法な取引を助長する」として、たばこ税の増税に反対している[12]。

#### たばこ価格増減による日本国内税収の増減論
たばこ税の税率を上げた場合に、たばこの売り上げや税収がどのように変化するかには、以下のように議論がある。
- 日本国外におけるたばこの価格に対して、日本国内の価格は比較的低い状態にあり、日本学術会議の発表した「脱タバコ社会の実現に向けて」では「たばこ税を大幅に引き上げて、税収を確保したまま、タバコ消費量の減少を図ること」が提言されている[13]。
- 後藤公彦は、その著書である環境経済学概論においてタバコ1箱の適正価格は600円程度であると試算している[14]。
- 関西学院大学教授の河野正直は、日本禁煙学会でのレポートにおいて、2008年度のタバコ1箱の適正価格を発表した。前述の後藤公彦の考案した計算式を利用し1,000円を試算し、最終的に喫煙による社会損失を踏まえた観点から独自の再計算を行い1,400円との試算を発表している[15]。
- 海外では、増税によるたばこ価格の大幅値上でたばこの総販売量は減ったものの、税収は逆に増えたという例があり、先進国では概ね同じような状況という[16]。
- 平成13年度の厚生科学研究費補助金（政策科学推進研究事業）による研究報告書として、平成14年3月に医療経済研究機構が発表した「たばこ税増税の効果・影響等に関する調査研究報告書」では、喫煙による社会損失は7兆3786億円と推計されている[17][18]。
- SPA!は、いわゆる「闇タバコ」が既に日本国内に流通しており「暴力団などの裏社会が関与し、彼らの資金源にもなっている」と述べており、日本でタバコが規制され、値上がりが進めば進むほど、内外価格差により大韓民国など東南アジア周辺諸国から『煙草の密輸品』が流れ込むと、イギリスの事例を紹介して、密輸による「たばこ税の税収減」の危険性を指摘している[19]。

##### 仮にたばこ価格を1,000円と仮定した場合の税収増減論
- 厚生労働省研究班・奈良女子大学教授高橋裕子の試算によると最大5兆9000億円の増収が見込めるとの試算を発表している[20]。
- 京都大学教授依田高典は次の2種類の前提条件により、2通りの試算結果を発表している[21]。
  - 1箱1,000円になった場合に禁煙しようと思う人の割合が97%であり、かつ禁煙希望者の禁煙継続率が54%となるケース1 試算結果2.8兆円の増収。
  - 1箱1,000円になった場合に禁煙しようと思う人の割合が97%であり、かつ禁煙希望者の禁煙継続率が100%となるケース2 試算結果1.9兆円の減収。

#### たばこ増税を巡る政治状況
- 日本財団会長の笹川陽平の「タバコ1箱1,000円」の方針に賛成する中川秀直、尾辻秀久らがたばこと健康を考える議員連盟を結成した。
- たばこと健康を考える議員連盟や禁煙推進議員連盟などが、健康被害抑制名目と財政赤字解決のためのたばこ税の増税を提唱した。
- 熊本県選出の野田毅は、県内葉たばこ業者と30年以上関わり、たばこ税引き上げ反対の論陣を張ってきた。また全国約13,000件ある葉たばこ農家、全国の約30万件の煙草屋販売店は自民党の支持者が多い[22]。
- 2007年の福田政権下、消費税増税を回避するため、突如、1箱1,000円のタバコ大増税論も飛び出した。厚生労働省や日本禁煙学会などは賛成の立場を表明した[注釈 5]。
- 麻生政権下で2008年（平成20年）12月に、消費税増税までのつなぎとして、たばこ税について1本当たり3円程度の増税（1,800億円相当）を行い、その収入を公共事業などに使うことを表明[23]。しかし、たばこ業界などが反発し、調整が難航した[24]。結局、衆議院選挙を前に利害関係者や公明党の反対を押し切れず増税を断念した[25]。ただし、12月10日の時点で麻生太郎首相は「たばこ増税を指示したことはない」、と記者団に直接発言している[26]。
- 鳩山由紀夫政権下では政府税制調査会が2009年（平成21年）2月3日にたばこ税の増税を決定し、1本あたり3.5円の税率引き上げ（価格上昇は5円程度）を決定した[27][28]。2010年10月1日から実施された。これにより、マイルドセブンが300円から410円に跳ね上がり、過去前例のない「大幅増税」となった[29]。
- 2010年（平成22年）の第174回通常国会、衆議院財務金融委員会の請願にて『公平性を欠くたばこ税増税反対に関する請願』が提出され、3月現在65,402名の署名者が「たばこ税増税反対」を請願している。いずれも紹介議員が、田野瀬良太郎・高市早苗・谷畑孝・竹本直一・二階俊博と自民党議員からであり、自民党議員の間にも考え方に溝はある[8]。
- 2010年（平成22年）の第174回通常国会、参議院財政金融委員会の請願にて『公平性を欠くたばこ税増税反対に関する請願』が提出され、3月現在86,969名の署名者が「たばこ税増税反対」を請願している。いずれも紹介議員が、二之湯智・西田昌司・有村治子・谷川秀善・北川イッセイと自民党議員からである。たばこ税増税の是非は自民党の中でも意見が割れている[9]。
- 2010年（平成22年）1月21日の第174回国会、衆議院予算委員会で民主党・吉田公一副幹事長（当時）は「カネを持っているやつは1日3箱吸っていいが、貧乏人は一日2・3本しか吸っちゃいけないみたいな話だ」と述べて、鳩山内閣が2010年（平成22年）10月1日から実施する予定の「たばこ増税」に対し痛烈批判をした[30]。
- 2010年（平成22年）9月9日、自民党の石破茂政調会長（当時）は、自民党新執行部の記者会見の際に、フリーランス記者からの質問に対して「たばこ耕作者・煙草屋に対する配慮が欠けている。（たばこ税を）取れるところから取るのは適切ではない。税というのは、バランスを取らなければならない」と、たばこ税増税に対して批判をした[31]。

#### 厚生労働省「受動喫煙防止対策のあり方に関する検討会報告書」
厚生労働省「受動喫煙防止対策のあり方に関する検討会報告書」では、今後の課題として「今たばこ価格・たばこ税の引上げによって喫煙率の低下を図ることは重要であり、その実現に向けて引き続き努力する必要がある」としている。

#### たばこ奨励金が禁止へ
2009年12月7日、鳩山政権下の政府税制調査会がタバコ小売業者に奨励金を出すのを禁止する措置を2010年度から開始する方針を決定した。タバコ税は税収の一部がタバコが販売された自治体の収入になるため自治体の一部が業者に奨励金を支払っている。この奨励金を目当てに他の自治体で販売したタバコを奨励金のある自治体で販売したように書類を操作した事件が発生したことを受けた「税の横取りを防ぐ」措置としている。

### 税額改定時の手持ち品課税
たばこ税の増税がされた場合、改正税法の規定により、通常はたばこ税の納税義務者ではない、たばこ卸売販売者及び小売販売業者について、改正法施行時点における在庫について、差額に相当する額が課税される。これを手持ち品課税という。そのため増税日当日0時時点の手持ち在庫について、税務署長に申告しなければならない。
2010年10月1日の価格改定の場合、同年9月30日24時（＝10月1日0時）の在庫を計数して申告する。無人販売をしている自動販売機の場合、販売を続行すると24時時点の正確な在庫を把握することができないため、事前に自動販売機の管理者が中のたばこを抜き取って一時的に販売を中止するといった対応が多く行なわれた（なお、24時時点の在庫数を把握できるシステムを持っている販売事業者についてはその必要はなかった）。

### 税収の推移
| 年度       | 国たばこ税税収   | たばこ特別税   | 都たばこ税       | 区たばこ税 （千代田区） |
| ---------- | ---------------- | -------------- | ---------------- | ----------------------- |
| 平成7年度  | 1兆420億円       | 徴収無し       |                  | 42億4639万4千円         |
| 平成8年度  | 1兆798億円       | 徴収無し       |                  | 44億1450万4千円         |
| 平成9年度  | 1兆176億17百万円 | 徴収無し       |                  | 51億6582万3千円         |
| 平成10年度 | 1兆461億72百万円 | 926億51百万円  |                  | 49億3351万4千円         |
| 平成11年度 | 9050億00百万円   | 2735億74百万円 | 336億0722万3千円 | 49億5744万5千円         |
| 平成12年度 | 8755億09百万円   | 2644億47百万円 | 339億8744万1千円 | 46億4445万4千円         |
| 平成13年度 | 8614億38百万円   | 2601億85百万円 | 333億6185万1千円 | 40億9602万0千円         |
| 平成14年度 | 8441億01百万円   | 2549億68百万円 | 324億7500万8千円 | 38億9623万8千円         |
| 平成15年度 | 9031億58百万円   | 2411億06百万円 | 334億4351万7千円 | 36億3189万5千円         |
| 平成16年度 | 9097億37百万円   | 2388億94百万円 | 337億4372万9千円 | 35億7053万4千円         |
| 平成17年度 | 8867億37百万円   | 2328億55百万円 | 328億1859万6千円 | 33億5528万3千円         |
| 平成18年度 | 9271億69百万円   | 2176億39百万円 | 335億4566万9千円 | 35億0671万8千円         |
| 平成19年度 | 9253億46百万円   | 2142億24百万円 | 331億9470万2千円 | 33億8897万4千円         |
| 平成20年度 | 8508億59百万円   | 1969億78百万円 | 312億0136万8千円 | 33億0648万5千円         |
| 平成21年度 | 8223億83百万円   | 1903億87百万円 | 293億2892万6千円 | 31億0967万2千円         |
| 平成22年度 | 9076億71百万円   | 1625億30百万円 | 302億4578万2千円 | 32億2070万7千円         |
| 平成23年度 | 10315億47百万円  | 1595億42百万円 | 345億2628万3千円 | 38億3479万0千円         |
| 平成24年度 | 10179億42百万円  | 1574億62百万円 | 337億9192万2千円 | 38億9884万9千円         |
| 平成25年度 | 10375億48百万円  | 1605億26百万円 | 200億8792万8千円 | 40億6887万2千円         |
| 平成26年度 | 9187億06百万円   | 1421億35百万円 | 181億3415万4千円 | 39億3203万2千円         |
| 平成27年度 | 9535億53百万円   | 1475億30百万円 | 178億5863万7千円 | 39億5733万8千円         |
| 平成28年度 | 9141億71百万円   | 1414億37百万円 | 172億4397万0千円 | 37億1004万9千円         |
| 平成29年度 | 8642億45百万円   | 1337億12百万円 | 163億5151万1千円 | 34億9163万9千円         |
| 平成30年度 | 8612億94百万円   | 1248億12百万円 | 162億1708万2千円 | 37億1170万3千円         |
| 令和元年度 | 8736億99百万円   | 1237億68百万円 | 161億9587万円    | 37億6056万6千円         |
| 令和2年度  | 8398億19百万円   | 1121億51百万円 | 149億2287万8千円 | 25億33254万6千円        |
| 令和3年度  | 9056億66百万円   | 1119億79百万円 | 160億2176万7千円 | 26億20376万6千円        |
| 令和4年度  | 9567億8百万円    | 1158億1百万円  |                  |                         |

注　資料により単位が億円、百万円、千円とまちまちである。この表では比較を容易にするためすべて円を付して表示し、元の単位により「10,798億円」、「9,076億71百万円」、「312億0,136万8千円」と表記している。単位が100万円の場合で、値の末が「00」の場合、この「00」をあえて表記してある。またたばこ特別税の「徴収なし」は制度発足の前のためである。空欄は資料が得られていないものである。
度重なる増税などで横ばい傾向であったが、平成20年度は大きく計画を下回った。
たばこ税は1998年（平成10年）・2003年（平成15年）・2006年（平成18年）・2010年（平成22年）と4度の増税が実施されたが、販売数量の減少により税収は伸びていない。
データの出所
国税（平成9年度以降）　単位　百万円
- 租税及び印紙収入決算額調一覧- 財務省

国税（平成8年度以前）　単位　億円
- 財政金融統計月報-564号 財務省

地方たばこ税
- 地方財政状況調査関係資料 各自治体別の税収等が一覧できる。 - 総務省

上記の他、たばこ税等の税率及び税収は、省庁発表統計以下のリンク先も参照されたい。
- たばこ税等に関する資料 - 財務省
  - 平成22年度における関税・消費税等に係る税収、事後調査及び犯則調査の状況(平成23年11月7日) - 財務省
  - 国税庁統計年表 - 間接諸税-消費税、酒税以外の間接税-たばこ税及びたばこ特別税
  - 国税庁統計長期時系列データ - 間接諸税
- たばこ税の概要 年度計2兆2,875億円 - 総務省
  - 上記の資料の過去分
  - 平成18年たばこ税の概要 年度計2兆2,875億円 - 総務省
  - 平成19年たばこ税の概要 年度計2兆2,703億円 - 総務省

上記出典の平成19年たばこ税の概要の内訳は以下の通り。
地方税収 1兆1,308億円（道府県 2,778億円+市町村 8,530億円）
国税収収 1兆1,395億円（国たばこ税 9,253億円+たばこ特別税 2,142億円）
合計税収 2兆2,703億円
上記出典の国税庁統計年表の[平成19年度]の資料から
国内分税額    7,325億1,900万円
関税分税額    4,176億5,900万円
合計税額   1兆1,501億7,800万円
上記金額は、たばこ税と特別たばこ税の合計税額である。
ただし、控除税額等が含まれていないので、税収金額とは異なる。
さらに、上記金額には、地方税は含まれない。
上記出典の関税・消費税等に係る税収状況によると、
『たばこ税収入全体の約4割を税関が徴収』とあり、平成19年度の税関のたばこ税等収入額は4,138億円、たばこ税等収入全体に占める関税でのたばこ税収入の割合は、36.3%である。
ただしこの数字に、地方たばこ税は含まれない。